# Coupesarte
Coupesarte is een plaats en voormalige gemeente in het Franse departement Calvados in de regio Normandië. De plaats maakt deel uit van het arrondissement Lisieux. Op 1 januari 2017 ging de gemeente op in de commune nouvelle Mézidon Vallée d'Auge.

## Geografie
De oppervlakte van Coupesarte bedraagt 4,6 km², de bevolkingsdichtheid is dus 8,5 inwoners per km². Het plaatsje ligt ongeveer 12 kilometer ten zuidwesten van Lisieux, aan de weg van Le Mesnil-Durand naar Saint-Julien-le-Faucon, in het Pays d'Auge.
De onderstaande kaart toont de ligging van Coupesarte met de belangrijkste infrastructuur en aangrenzende gemeenten.

## Bezienswaardigheden
Coupesarte bestaat uit enkele verspreid liggende boerderijen. In het dorpje bevindt zich een manoir (groot landhuis) uit de 15e en 16e eeuw. Het manoir van Coupesarte is gebouwd in vakwerk gevuld met baksteen en wordt aan drie kanten omgeven door een gracht. Het heeft twee torentjes. Bij het manoir horen enkele bijgebouwen in vakwerk.
Het eenbeukige kerkje Saint-Cyr et Sainte-Juliette is gebouwd tussen de 13e en de 18e eeuw. Naast het kerkje ligt het kleine gemeentehuis, dat een uur per week geopend is.

## Demografie
Onderstaande figuur toont het verloop van het inwonertal (bron: INSEE-tellingen).
Vanwege een beveiligingsprobleem met de MediaWiki Graph-software is het momenteel niet mogelijk deze grafiek weer te geven. Zodra de software is bijgewerkt zal de grafiek vanzelf weer zichtbaar worden.